# Traces Vol.2
Traces Vol.2 é o segundo álbum de grandes êxitos da banda japonesa de rock visual kei the Gazette, lançado em 8 de março de 2017 pela Sony Japan, composto por baladas. Foi lançado em comemoração aos 15 anos de carreira da banda em duas versões.
Diferente do álbum de grandes êxitos anterior, Traces Best of 2005-2009, desta vez a banda regravou as canções.

## Recepção
Alcançou a oitava posição na Oricon Albums Chart, ficando na parada por cinco semanas.

## Faixas
| Edição regular |                             |                     |         |  |
| N.º            | Título                      | Álbum original      | Duração |  |
| 1.             | "Kare Uta" (枯詩)           | Verwelktes Gedicht  | 5:10    |  |
| 2.             | "Cassis"                    | NIL                 | 6:54    |  |
| 3.             | "D.L.N"                     | NIL                 | 6:15    |  |
| 4.             | "Calm Envy"                 | Stacked Rubbish     | 5:55    |  |
| 5.             | "Reila"                     | "Reila"             | 8:02    |  |
| 6.             | "Untitled"                  | Toxic               | 4:22    |  |
| 7.             | "Without a Trace"           | "Distress and Coma" | 4:20    |  |
| 8.             | "Guren" (紅蓮)              | DIM                 | 5:26    |  |
| 9.             | "Shiroki Yuutsu" (白き憂鬱) | DIM                 | 4:32    |  |
| 10.            | "Pledge"                    | Toxic               | 6:05    |  |
| Duração total: | Duração total:              | Duração total:      | 56:23   |  |

| Faixas bônus da edição limitada |                |                |         |  |
| N.º                             | Título         | Álbum original | Duração |  |
| 2.                              | "Ito" (絲)     | Akuyuukai      | 6:43    |  |
| 3.                              | "Taion" (体温) | NIL            | 6:54    |  |
| Duração total:                  | Duração total: | Duração total: | 60:10   |  |

## Ficha técnica

### the GazettE
- Ruki – vocais
- Uruha – guitarra solo
- Aoi – guitarra rítmica
- Reita – baixo
- Kai – bateria